# Lasionycta subfuscula
Lasionycta subfuscula là một loài bướm đêm thuộc họ Noctuidae. Nó được tìm thấy ở tây nam British Columbia và tây nam Alberta phía nam đến miền nam Oregon ở phía tây và tới miền nam Colorado và Utah ở Dãy núi Rocky.

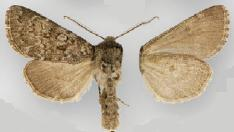
Lasionycta subfuscula livida male

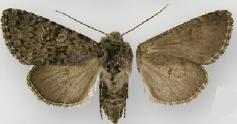
Lasionycta subfuscula livida female

Nó được tìm thấy ở khu vực chuyển tiếp ruwfng bán núi cao.
Con trưởng thành bay từ giữa tháng 6 tới đầu tháng 9.

## Phụ loài
- Lasionycta subfuscula subfuscula (from the Wind River Mountains of Wyoming và đông nam Idaho tới miền nam Colorado và Utah)
- Lasionycta subfuscula livida (từ tây nam British Columbia và extreme tây nam Alberta tới miền nam Oregon)